# العلاقات الصينية الجامايكية
العلاقات الصينية الجامايكية هي العلاقات الثنائية التي تجمع بين الصين وجامايكا.

## مقارنة بين البلدين
هذه مقارنة عامة ومرجعية للدولتين:
| وجه المقارنة                                              | الصين                    | جامايكا       |
| --------------------------------------------------------- | ------------------------ | ------------- |
| المساحة (كم2)                                             | 9.60 مليون               | 10.99 ألف     |
| عدد السكان (نسمة)                                         | 1.33 مليار               | 2.95 مليون    |
| الكثافة السكانية (ن./كم²)                                 | 138.54                   | 268.43        |
| العاصمة                                                   | بكين                     | كينغستون      |
| اللغة الرسمية                                             | اللغة الصينية القياسية   | لغة إنجليزية  |
| العملة                                                    | رنمينبي                  | دولار جامايكي |
| الناتج المحلي الإجمالي (بليون دولار)                      | 12.24 تريليون            | 14.77 مليار   |
| الناتج المحلي الإجمالي (تعادل القوة الشرائية) بليون دولار | 19.82 تريليون            | 24.79 مليار   |
| الناتج المحلي الإجمالي الاسمي للفرد دولار أمريكي          | 8.03 ألف                 | 5.23 ألف      |
| الناتج المحلي الإجمالي للفرد دولار أمريكي                 | 13.21 ألف                | 8.88 ألف      |
| مؤشر التنمية البشرية                                      | 0.728                    | 0.719         |
| رمز المكالمات الدولي                                      | +86                      | +1876         |
| رمز الإنترنت                                              | .cn، .中国 ‏، .中國 ‏      | .jm           |
| المنطقة الزمنية                                           | توقيت الصين، ت ع م+08:00 | 00            |

## مدن متوأمة
في ما يلي قائمة باتفاقيات التوأمة بين مدن صينية وجامايكية:
- ترتبط شنجن مع كينغستون باتفاقية توأمة منذ 1997.

## منظمات دولية مشتركة
يشترك البلدان في عضوية مجموعة من المنظمات الدولية، منها:
| علم المنظمة | اسم المنظمة                                                | تاريخ انضمام الصين | تاريخ انضمام جامايكا |
| ----------- | ---------------------------------------------------------- | ------------------ | -------------------- |
|             | يونسكو                                                     | 4 نوفمبر 1946      | 7 نوفمبر 1962        |
|             | وكالة ضمان الاستثمار متعدد الأطراف                         | 30 أبريل 1988      | 12 أبريل 1988        |
|             | الأمم المتحدة                                              | 25 أكتوبر 1971     | 18 سبتمبر 1962       |
|             | العملية المشتركة للاتحاد الأفريقي والأمم المتحدة في دارفور | ?                  | ?                    |
|             | الاتحاد البريدي العالمي                                    | ?                  | ?                    |
|             | البنك الدولي للإنشاء والتعمير                              | 27 ديسمبر 1945     | 21 فبراير 1963       |
|             | المنظمة الهيدروغرافية الدولية                              | ?                  | ?                    |
|             | بنك التنمية الكاريبي ‏                                      | ?                  | ?                    |
|             | الاتحاد الدولي للاتصالات                                   | 1 سبتمبر 1920      | 18 فبراير 1963       |
|             | منظمة حظر الأسلحة الكيميائية                               | ?                  | ?                    |
|             | مؤسسة التمويل الدولية                                      | 15 يناير 1969      | 31 مارس 1964         |
|             | المركز الدولي لتسوية المنازعات الاستشارية                  | 6 فبراير 1993      | 14 أكتوبر 1966       |
|             | منظمة التجارة العالمية                                     | 11 ديسمبر 2001     | ?                    |
|             | منظمة الشرطة الجنائية الدولية                              | ?                  | ?                    |

## أعلام
هذه قائمة لبعض الشخصيات التي تربطها علاقات بالبلدين:
- باتريك تشونغ (لاعب كرة قدم أمريكي، 19 أغسطس 1987 – )
- بايرون لي (موسيقي جمايكي، 27 يونيو 1935[22] – 4 نوفمبر 2008[22])
- تامي تشين (مغنية جامايكية، 14 يونيو 1984 – )
- تسان تشين (مغنية جامايكية، 23 سبتمبر 1985 – )
- جي. رايموند تشانغ (رجل أعمال كندي، 1948 – 27 يوليو 2014)
- دنيس تشين (لاعب كرة قدم من الولايات المتحدة الأمريكية، 4 يونيو 1987[23] – )
- شون بول (موسيقي جمايكي، 8 يناير 1973[24] – )
- شيلدون وونغ (13 يوليو 1960 – )
- كارين تايلور (28 نوفمبر 1971[25] – )
- كلايف تشين (14 مايو 1954 – )
- ليزلي هونغ (20 ديسمبر 1933 – 9 أغسطس 1971[26])
- مارغريت تشن (1951 – )
- منى هاموند (ممثلة بريطانية، 1931 – )
- هربرت تشانغ (2 يوليو 1952 – )
- هوراس تشانغ (سياسي جمايكي، 10 نوفمبر 1952 – )

## وصلات خارجية
- موقع وزارة الخارجية الصينية
- موقع وزارة الخارجية الجامايكية